# Камюза, Франсуа-Дени
Дени-Франсуа Камюза (фр. François-Denis Camusat; 1695—1732) — французский писатель.
Его биография мало известна; жил в Лотарингии и Голландии. Основал периодические издания: «Mémoires historiques et critiques» (Амстердам, 1722); «Bibliothèque française ou Histoire littéraire de la France» (1723); «Bibliothèque des livres nouveaux» (Нанси, 1726). После смерти Камюза издана его «Histoire critique des journaux» (Амстердам, 1734). Его письма, до сих пор ещё не собранные, представляют интерес для истории литературы.